# Піроелектричний синтез
Піроелектричний термоядерний синтез відноситься до методів використання піроелектричних кристалів для генерації електростатичних полів високої сили для прискорення іонів дейтерію (тритій також може бути колись використаний) у металогідридну мішень, яка також містить дейтерій (або тритій) з достатньою кінетичною енергією, щоб змусити ці іони піддатися ядерному синтезу. Про це повідомила в квітні 2005 року команда з UCLA. Вчені використовували піроелектричний кристал, нагрітий від −34 до 7 °C (від −29 до 45 °F), у поєднанні з вольфрамовою голкою для створення електричного поля близько 25 гігавольт на метр для іонізації та прискорення ядер дейтерію до мішені з дейтериду ербію. Хоча енергія іонів дейтерію, утворених кристалом, безпосередньо не вимірювалася, автори використовували 100 кеВ (температура близько 109 K) в якості оцінки при їх моделюванні. На цих рівнях енергії два ядра дейтерію можуть злитися, утворюючи ядро гелію-3, нейтрон з енергією 2,45 МеВ і гальмівне випромінювання. Хоча це корисний генератор нейтронів, апарат не призначений для виробництва електроенергії, оскільки він потребує набагато більше енергії, ніж виробляє.

## Історія
Процес прискорення легких іонів за допомогою електростатичних полів та іонів дейтерію для отримання синтезу у твердих дейтерованих мішенях був вперше продемонстрований Кокрофтом і Уолтоном у 1932 році (див. Генератор Кокрофта–Уолтона). Цей процес використовується в мініатюрних версіях їх оригінального прискорювача у вигляді невеликих герметичних трубкових генераторів нейтронів для розвідки нафти.
Процес утворення піроелектрики відомий з давніх часів. Перше використання піроелектричного поля для прискорення дейтронів відбулося в експерименті 1997 року, проведеному Дугар Жабон В. Д., Федорович Г. В., Самсоненко Н. В. Ця група була першою, хто використав піроелектричний кристал танталату літію в експериментах з термоядерного синтезу.
Нова ідея піроелектричного підходу до термоядерного синтезу полягає в застосуванні піроелектричного ефекту для створення прискорювальних електричних полів. Це робиться шляхом нагрівання кристала від −34 °C до +7 °C протягом кількох хвилин.
Термоядерний синтез D-D за допомогою піроелектричних кристалів був запропонований Наранджо та Путтерманом у 2002 році. Його також обговорювали Браунрідж і Шафрот у 2004 році. Можливість використання піроелектричних кристалів у пристрої виробництва нейтронів (шляхом термоядерного синтезу D-D) запропонували в доповіді на конференції Геутера та Данона в 2004 році, а пізніше в публікації, в якій обговорювалося прискорення електронів та іонів піроелектричними кристалами. Жоден із цих пізніших авторів не мав попередньої інформації про попередні експериментальні роботи 1997 року, проведені Дугаром Джейбоном, Федоровичем і Самсоненком, які помилково вважали, що синтез відбувся всередині кристалів. Ключовий інгредієнт використання вольфрамової голки для отримання достатнього струму іонного пучка для використання з піроелектричним кристалічним джерелом живлення вперше продемонстровано в статті Nature 2005 року, хоча в ширшому контексті наконечники з вольфрамовими емітерами використовувалися як джерела іонів в інших застосуваннях для багатьох років. У 2010 році виявлено, що наконечники з вольфрамового емітера не потрібні для збільшення потенціалу прискорення піроелектричних кристалів; потенціал прискорення може дозволити позитивним іонам досягти кінетичної енергії від 300 до 310 кеВ.

### 2005—2009 роки
У квітні 2005 року команда UCLA на чолі з професором хімії Джеймсом К. Гімзевським і професором фізики Сетом Путтерманом використала вольфрамовий зонд, прикріплений до піроелектричного кристала, щоб збільшити напруженість електричного поля. Брайан Наранджо, аспірант, який працював під керівництвом Путтермана, провів експеримент, демонструючи використання піроелектричного джерела енергії для отримання синтезу на лабораторному настільному пристрої. У пристрої використовувався піроелектричний кристал танталат літію (LiTaO3) для іонізації атомів дейтерію та прискорення дейтронів до нерухомої мішені з дідейтериду ербію (ErD2). За секунду відбувалося близько 1000 реакцій термоядерного синтезу, кожна з яких призводила до утворення ядра гелію-3 з енергією 820 кеВ і нейтрона з енергією 2,45 МеВ. Команда передбачає застосування пристрою як генератора нейтронів або, можливо, в мікрорушійних установках для космічного руху.
Команда з Політехнічного інституту Ренсселера під керівництвом Ярона Данона та його аспіранта Джеффрі Геутера вдосконалила експерименти Каліфорнійського університету в Лос-Анджелесі за допомогою пристрою з двома піроелектричними кристалами, здатного працювати при некріогенних температурах.
Піроелектричний термоядерний синтез був ажіотажно висвітлений у ЗМІ, які не звернули уваги на роботи Дугара Джейбона, Федоровича та Самсоненка. Піроелектричний синтез не пов'язаний з попередніми твердженнями про реакції термоядерного синтезу, які спостерігалися під час експериментів із сонолюмінесценції (бульбашкового синтезу), проведених під керівництвом Русі Талеярхана з Університету Пердью . Наранджо з команди Каліфорнійського університету в Лос-Анджелесі був одним із головних критиків цих попередніх заяв про перспективний термоядерний синтез від Талеярхана.

### 2010–дотепер
Про перші успішні результати піроелектричного термоядерного синтезу з використанням тритієвої мішені повідомили в 2010 році Путтерман і Наранхо працювали з Т. Венхаусом з Лос-Аламоської національної лабораторії, щоб виміряти нейтронний сигнал 14,1 МеВ, який значно перевищує фон.